# Parafia Niepokalanego Serca Najświętszej Maryi Panny w Morawsku
Parafia Niepokalanego Serca Najświętszej Maryi Panny w Morawsku – parafia rzymskokatolicka znajdująca się w archidiecezji przemyskiej w dekanacie Jarosław II.

## Historia
Morawsko powstało w 1330 roku. 3 września 1922 roku dziedziczka Ida Kopecka doznała w Krakowie cudownego uzdrowienia za wstawiennictwem bł. Andrzeja Boboli. Był to pierwszy z dwóch cudów, które były podstawą do kanonizacji.
W budynku gospodarczym dawnego dworu Kopeckich urządzono tymczasową kaplicę, którą 19 grudnia 1982 roku poświęcił bp Tadeusz Błaszkiewicz. 14 czerwca 1983 roku została erygowana parafia, z wydzielonego terytorium parafii Chłopice. 
W latach 1984–1988 został zbudowany kościół parafialny pw. Niepokalanego Serca Najświętszej Maryi Panny, według projektu arch. inż. Józefa Olecha. 25 września 1988 roku kościół został poświęcony przez bpa Ignacego Tokarczuka. 4 października 1998 roku odbyła się konsekracja, której dokonał abp Ignacy Tokarczuk.
Na terenie parafii jest 1020 wiernych.
Proboszczowie parafii:
1983–1991. ks. Józef Galant.
1991–1992. ks. Jan Niemiec (administrator).
1992–2000. ks. Roman Franczykowski.
2000–2005. ks. Jan Bień.
2005– nadal ks. Andrzej Bujny.
Duchowni pochodzący z parafii:
- ks. dr prof. Antoni Cena (1926–1997) – wyświęcony w 1953 r., profesor Wyższego Seminarium Duchownego w Przemyślu[7]
- o. Marek Duda – franciszkanin, misjonarz w Sanktuarium Miłosiedzia Bożego w Aregua w Paragwaju